# Laguna de los Pájaros
La laguna de los Pájaros está ubicada en la ladera noreste del pico Peñalara, en la zona central de la sierra de Guadarrama (sierra perteneciente al Sistema Central), en España. También se sitúa en la zona norte del Parque natural de Peñalara y en el término municipal de Rascafría, en el noroeste de la Comunidad de Madrid. Tanto la laguna como su entorno más cercano tienen un nivel de protección máximo dentro del parque natural.

## Descripción

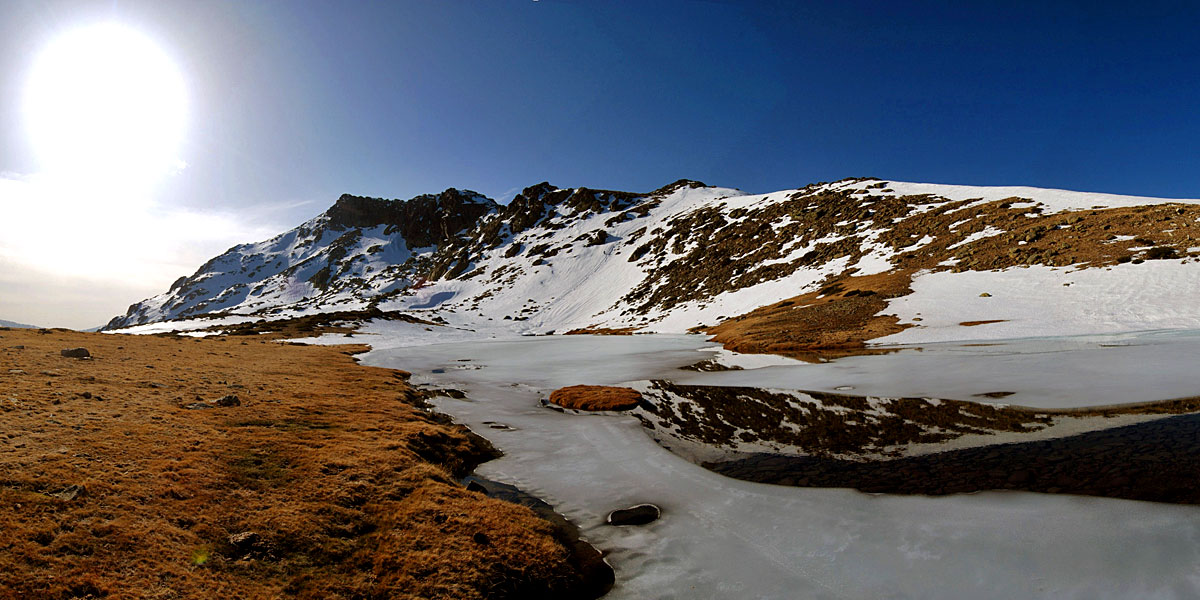
Laguna de los Pájaros y Risco de los Claveles.

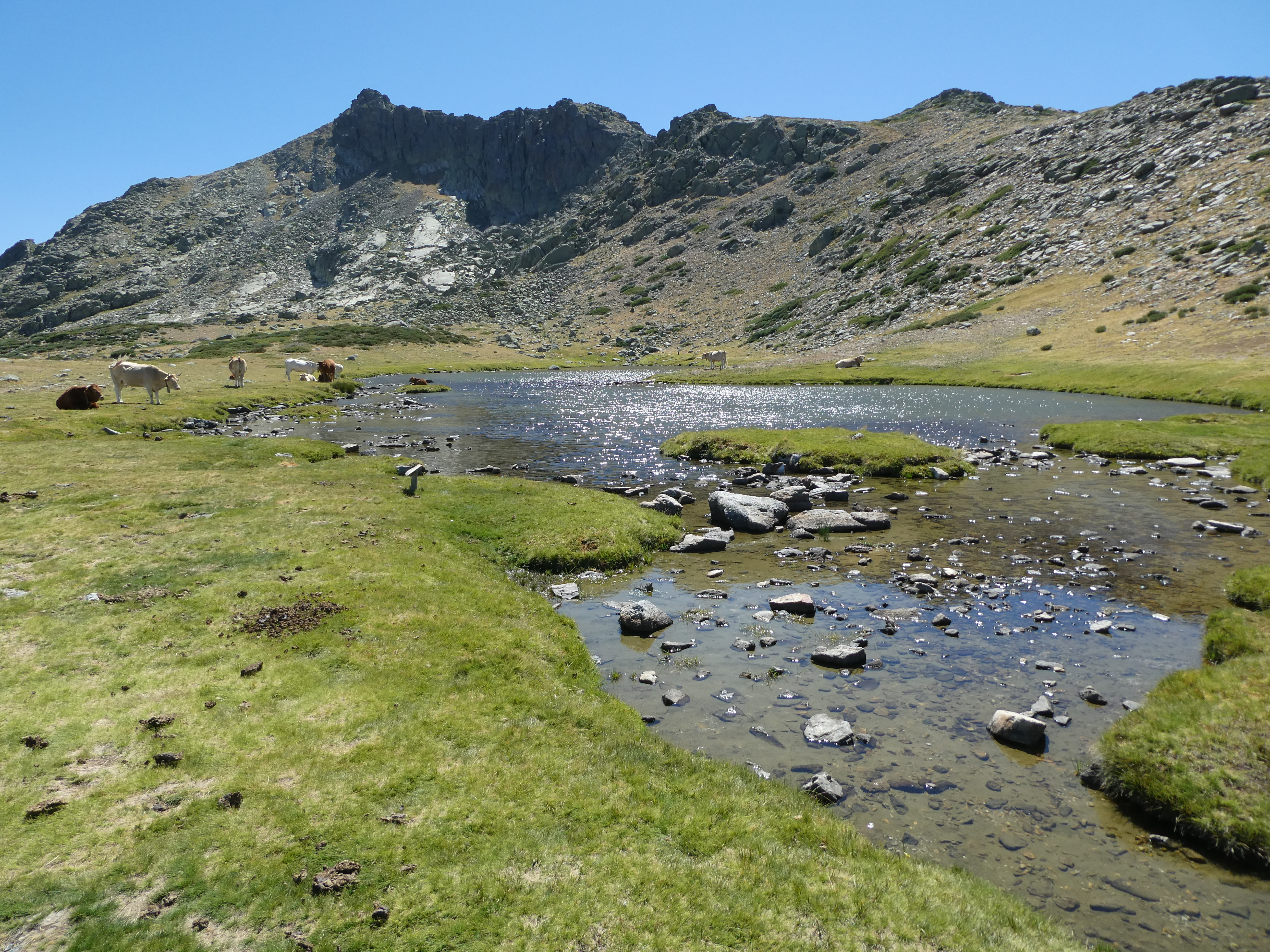
Laguna de los Pájaros, en verano.

Esta laguna permanente es de origen glaciar y es una de las más grandes que hay en el parque natural de Peñalara. Tiene una forma semejante a una suela de zapato orientada de suroeste a noreste, una superficie de 4365 m² y una profundidad máxima de 0,5 metros. Está a una altitud de 2170 metros sobre el nivel del mar, lo que la convierte en la laguna más alta del parque natural de Peñalara, y se asienta en una pequeña zona llana al norte del Risco de los Pájaros (2334 m) y del Risco de los Claveles (2388 m), el segundo pico más alto de toda la Sierra de Guadarrama. Esta laguna permanece helada durante los meses de invierno y en verano no llega a desaparecer, aunque sí experimenta ciertas fluctuaciones de nivel, gracias a la presencia de un sustrato limoso que impide la infiltración del agua en el terreno. Puesto que la laguna se mantiene congelada desde diciembre hasta marzo debido a las temperaturas bajo cero que hay en el lugar, no habitan peces en sus aguas, pero sí anfibios y aves.